# 横須賀市立諏訪小学校
横須賀市立諏訪小学校（よこすかしりつ すわしょうがっこう）とは、神奈川県横須賀市小川町にある公立小学校。

## 沿革
- 1885年（明治18年） - 横須賀小学校（現在の汐入小学校）の分教場として、諏訪分教場が設立される。
- 1902年（明治35年） - 諏訪分教場が尋常第一横須賀小学校として独立。
- 1923年（大正12年） - 横須賀市諏訪尋常小学校に改称。
- 1941年（昭和16年） - 国民学校令により横須賀市諏訪国民学校に改称。
- 1947年（昭和22年） - 学校教育法により現校名に改称。

## 通学区域
2014年度は以下の通りである。
- 本町1丁目、2丁目、3丁目の内23番
- 稲岡町
- 楠ヶ浦町
- 泊町
- 猿島
- 新港町
- 小川町
- 大滝町
- 緑が丘
- 若松町
- 日の出町1丁目

また、日の出町2丁目1～11番は田戸小学校の通学区域であるが、本校に通うことができる。

## 進学先中学校
本校の通学区域がそれとなっているのは常葉中学校である。
また、公立学校選択制により坂本中学校、不入斗中学校、公郷中学校、大津中学校にも通うことができる。

## 交通
- 京浜急行電鉄本線横須賀中央駅より徒歩5分
- 京浜急行バス市役所前バス停より徒歩

## 関係者

### 出身者
- 小柴昌俊（物理学者、天文学者）